# Anolis sericeus
Anolis sericeus (шовковистий аноліс) — вид ігуаноподібних ящірок родини анолісових (Dactyloidae). Мешкає в Мексиці і Центральній Америці.

## Поширення і екологія
Шовковисті аноліси поширені від північного Веракруса до північної Гватемали і Беліза, зокрема на півострові Юкатан. Вони живуть в саванах та на узліссях тропічних лісів, на висоті до 1200 м над рівнем моря.